# Voetbalkampioenschap van Elbe-Elster
Het voetbalkampioenschap van Elbe-Elster  (Duits: Gauliga Elbe-Elster) was een van de regionale voetbalcompetities van de Midden-Duitse voetbalbond, die bestond van 1911 tot 1933. De kampioen plaatste zich vanaf 1914 telkens voor de Midden-Duitse eindronde en maakte zo ook kans op de nationale eindronde.Tijdens de Eerste Wereldoorlog werd er niet gespeeld, hoewel de meeste andere competities wel bleven verder lopen. 
Van 1919 tot 1923 werd de competitie ondergebracht in de Kreisliga Nordwestsachsen, maar wel als tweede klasse. Geen enkele club slaagde erin om promotie af te dwingen. Vanaf 1923 werd de competitie terug zelfstandig als hoogste klasse als Gauliga Elbe-Elster. 
In 1930 werd het kampioenschap ondergebracht in de Gauliga Mulde. De competities bleven los van elkaar bestaan, maar de winnaars moesten elkaar bekampen voor het eindrondeticket. De competitie van Elbe-Elster was niet de enige die bij een andere gevoegd werd, de andere competities werden na twee seizoenen opgeheven en de clubs gingen over naar de hoofdcompetitie maar in dit geval bleef Elbe-Elster ook in 1932/33 een aparte competitie. 
In 1933 kwam de Nationaalsocialistische Duitse Arbeiderspartij aan de macht en werden de overkoepelende voetbalbonden en hun talloze onderverdelingen opgeheven om plaats te maken voor de nieuwe Gauliga. Geen enkele club uit de groep Elbe-Elster werd noch voor de Gauliga Mitte, noch voor de Bezirksklasse Magdeburg-Anhalt (tweede klasse) geselecteerd en gingen in de 1. Kreisklasse Elbe-Elster spelen die nu weer een aparte competitie werd naast de 1. Kreisklasse Mulde. 

## Erelijst
- 1912 FC Viktoria Wittenberg
- 1913 FC Hartenfels Torgau
- 1914 Torgauer Sportfreunde
- 1924 Preußen 1909 Biehla
- 1925 Preußen 1909 Biehla
- 1926 VfB Hohenleipisch
- 1927 Vorwärts Falkenberg
- 1928 Preußen 1909 Biehla
- 1929 Preußen 1909 Biehla
- 1930 VfB Herzberg
- 1931 Preußen 1909 Biehla *
- 1932 FC Wacker 1922 Mühlberg *
- 1933 Preußen 1909 Biehla *

(*): geen algemeen kampioen, enkel groepswinnaar

## Seizoenen
Hieronder overzicht van de clubs die in de Gauliga Elbe-Elster speelden van 1923 tot 1930 en in de groep Elbe-Elster van de Gauliga Mulde van 1930-1933. FC Viktoria Wittenberg speelde na 1923 in de Gauliga Mulde. 
| Club                        | /13 | Periode (1911-1914, 1923-1933)  |
| --------------------------- | --- | ------------------------------- |
| VfB 1907 Herzberg           | 13  | 1911-1914, 1923-1933            |
| SC Sportfreunde 1910 Torgau | 12  | 1911-1914, 1923-1924, 1925-1933 |
| SC Preußen 1909 Biehla      | 10  | 1923-1933                       |
| SV Vorwärts Falkenberg      | 9   | 1923-1931, 1932-1933            |
| FC Hartenfels 1909 Torgau   | 9   | 1912-1913, 1923-1925, 1926-1932 |
| VfB Hohenleipisch 1912      | 9   | 1924-1933                       |
| BC Dommitzsch               | 8   | 1923-1928, 1930-1933            |
| FC Fortuna Mückenberg       | 7   | 1923-1930                       |
| SpVgg 08 Bockwitz           | 6   | 1927-1933                       |
| SV 08 Bockwitz              | 4   | 1923-1927                       |
| Eintracht Bockwitz          | 4   | 1923-1927                       |
| FC Annaburg                 | 3   | 1923-1926                       |
| FSV Allemannia 1908 Jessen  | 3   | 1911-1912, 1913-1914, 1923-1924 |
| FC Viktoria 1907 Wittenberg | 2   | 1911-1912, 1913-1914            |
| SV Elster 1908 Elsterwerda  | 2   | 1923-1924, 1927-1928            |
| FC Wacker 1922 Mühlberg     | 2   | 1931-1933                       |
| Hertha Naundorf             | 1   | 1923-1924                       |
| FC Preußen Torgau           | 1   | 1911-1912                       |
| FC Hertha Wittenberg        | 1   | 1911-1912                       |
| SC Viktoria Jüterbog        | 1   | 1911-1912                       |
| SV 1911 Gröditz             | 1   | 1930-1931                       |

1911/12 · 1912/13 · 1913/14 · 1923/24 · 1924/25 · 1925/26 · 1926/27 · 1927/28 · 1928/29 · 1929/30